# Les Caractères ou les Mœurs de ce siècle

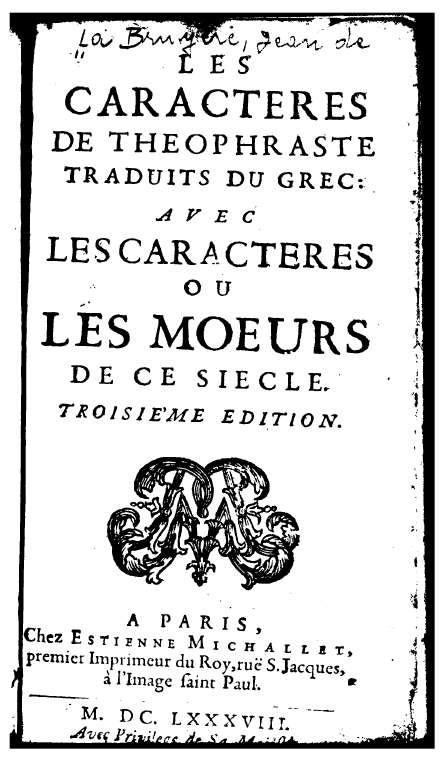
Página de rosto da obra

Les Caractères ou les Mœurs de ce siècle (em português, Os personagens ou Os costumes deste século) é uma obra escrita por Jean de La Bruyère em 1688. É uma coleção de máximas e retratos, tendo por assunto os costumes de sua época. Esta obra conta com títulos como: "Do diálogo", "Do coração" ou ainda "Dos grandes".

## Edições
- La Bruyère, Œuvres complètes, Gustave Servois, Les Grands écrivains de la France, 1865-1882
- La Bruyère, Les Caractères, de Robert Garapon, Classiques Garnier, 1962
- La Bruyère, Les Caractères, de Louis Van Delft, Imprimerie nationale, 1998
- La Bruyère, Les Caractères de Theophraste traduits du Grec avec les Caractères ou les moeurs de ce siècle, edição crítica de Marc Escola, Honoré Champion, 1999.
- La Bruyère (pref.  Emmanuel Bury), The Characters, The Pocket Book, 2004, 644  pág. (ISBN  2-253-01505-9)